# Joseph Areruya

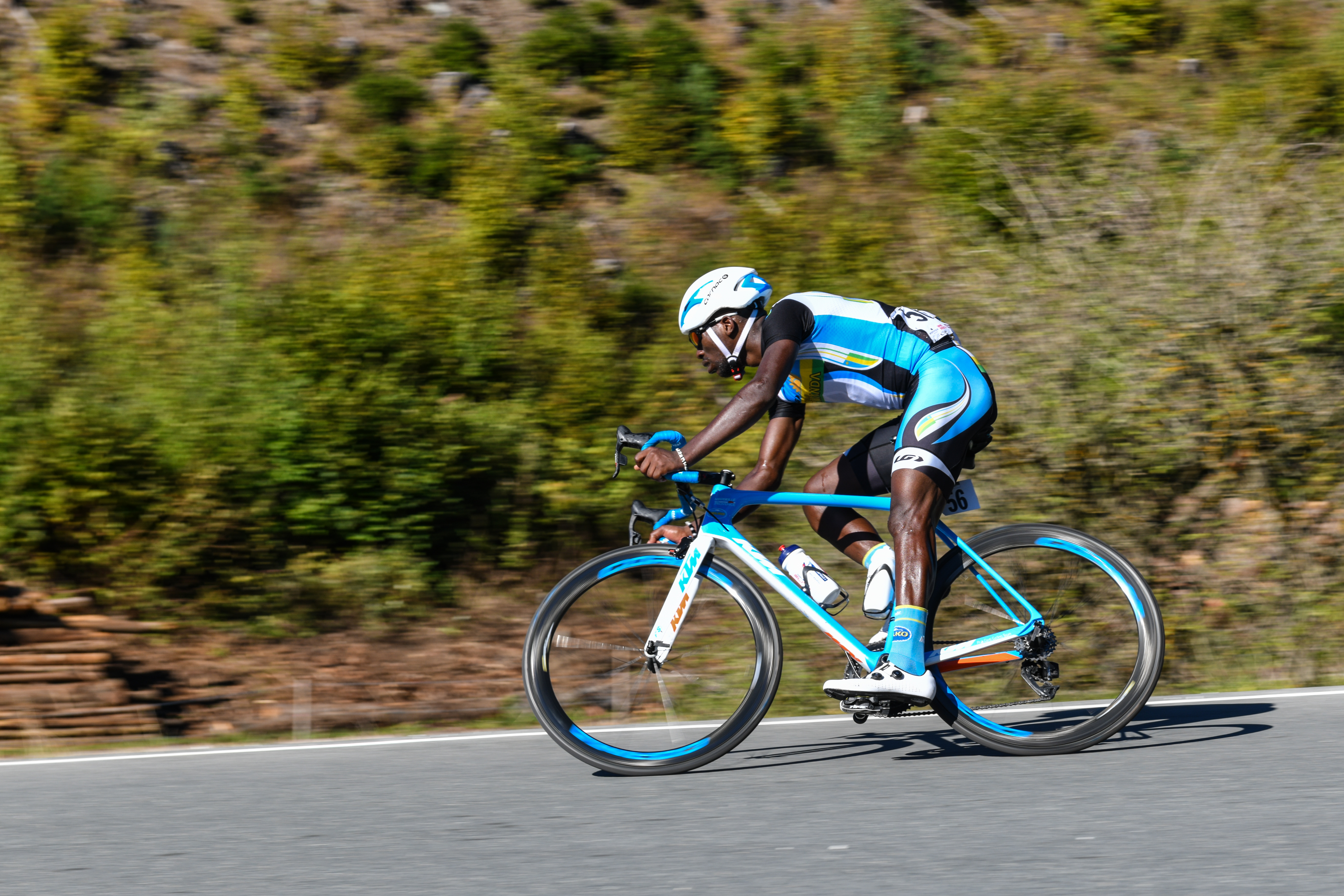
Areruya im Straßenrennen der WM 2018

Joseph Areruya (* 1. Januar 1996) ist ein ruandischer Radrennfahrer.

## Sportliche Laufbahn
2015 errang Joseph Areruya bei den Afrikaspielen gemeinsam mit Valens Ndayisenga, Janvier Hadi und Jean Bosco Nsengimana die Bronzemedaille im Mannschaftszeitfahren und belegte zweiten Platz in der Gesamtwertung der Tour of Rwanda. 2016 entschied er eine Etappe dieser Rundfahrt für sich sowie den Circuit International de Constantine. Im Jahr darauf erhielt er einen Vertrag beim Team Dimension Data, gewann die Tour of Rwanda und eine Etappe des U23-Rennens Giro Ciclistico d’Italia. Zudem errang er die Bronzemedaille im Mannschaftszeitfahren bei den afrikanischen Straßenmeisterschaften (mit Samuel Mugisha, Valens Ndayisenga und Jean Bosco Nsengimana).
2018 errang Areruya zwei Medaillen bei den afrikanischen Straßenmeisterschaften, Silber gemeinsam mit  Adrien Niyonshuti, Valens Ndayisenga und Jean Bosco Nsengimana im Mannschaftszeitfahren sowie Bronze im Einzelzeitfahren. Ende März des Jahres verließ Areruya das Team Dimension Data und wechselte zum französischen Delko Marseille Provence KTM. Im Juni wurde er ruandischer Meister im Einzelzeitfahren. In diesem Jahr gewann er auch die Einzelwertung der UCI Africa Tour. 2019 errang er bei den Afrikaspielen Bronze im Mannschaftszeitfahren und wurde erneut nationaler Meister im Einzelzeitfahren. Bei den Afrikameisterschaften 2021 belegte er mit der ruandischen Mannschaft Platz zwei im Mannschaftszeitfahren.

## Ehrungen
2018 wurde Joseph Areruya als „Afrikas Radsportler des Jahres“ ausgezeichnet.

## Erfolge
2015
- Afrikaspiele – Mannschaftszeitfahren (mit Valens Ndayisenga, Janvier Hadi und Jean Bosco Nsengimana)

2016
- eine Etappe Tour of Rwanda
- Circuit International de Constantine

2017
- eine Etappe Giro Ciclistico d’Italia
- Gesamtwertung und drei Etappen Tour of Rwanda
- Afrikameisterschaft – Mannschaftszeitfahren (mit Samuel Mugisha, Valens Ndayisenga und Jean Bosco Nsengimana)

2018
- Afrikameisterschaft – Mannschaftszeitfahren (mit Adrien Niyonshuti, Valens Ndayisenga und Jean Bosco Nsengimana)
- Afrikameisterschaft – Einzelzeitfahren
- Gesamtwertung und eine Etappe La Tropicale Amissa Bongo
- Tour de l’Espoir
- Ruandischer Meister – Einzelzeitfahren
- Einzelwertung UCI Africa Tour 2018

2019
- Ruandischer Meister – Einzelzeitfahren
- Afrikaspiele – Mannschaftszeitfahren

2021
- Afrikameisterschaft – Mannschaftszeitfahren